# Brookville BL36PH
Die Brookville BL36PH ist ein Lokomotivmodell des US-amerikanischen Schienenfahrzeugherstellers Brookville Equipment Corporation für den Einsatz im Personennahverkehr.
Die BL36PH sind vierachsige Diesellokomotiven mit elektrischer Kraftübertragung, deren MTU-4000-Motor eine Nennleistung von 2700 kW erreicht und die Tier 3-Abgasnorm der Environmental Protection Agency erfüllt.
Die  Lokomotiven mit ihrer aerodynamischen Front wurden vom Industriedesigner Cesar Vergara gestaltet.

## Geschichte
Anfang 2011 vergab die South Florida Regional Transportation Authority den Auftrag über die Herstellung von 10 Personenzuglokomotiven für das Nahverkehrssystem Tri-Rail und deren Lieferung ab der zweiten Jahreshälfte 2012 an die Brookville Equipment Corporation. Der Vertrag beinhaltete eine bis Anfang 2013 einlösbare Option über den Kauf von bis zu 17 weiteren Lokomotiven, von denen bis zu vier für den Kauf durch Sound Transit, den Betreiber der Stadtbahn Seattle, vorgesehen waren. Die Lokomotiven wurde durch den American Recovery and Reinvestment Act mit 16 Millionen US-Dollar bezuschusst. Sie wurden im Werk des Unternehmens in Brookville, Pennsylvania, hergestellt. Von der Option bestellte die South Florida Regional Transportation Authority zwei weitere Lokomotiven.